# バタフライ (DEENのアルバム)
『バタフライ』はDEENの16作目のオリジナルアルバム。2016年6月1日にEpic Records Japanから発売された（規格品番はESCL-4635、初回盤AはESCL-4631〜2、初回盤BはESCL-4633〜4）。

## 作品の解説
オリジナルアルバムとしては、前作『全開恋心!!〜Missing You〜』から約10ヶ月ぶりにリリースされたアルバムである。アルバムには、「ひとりじゃない」と「Smile Blue」のSKAアレンジバージョンや、松任谷由実の「真夏の夜の夢」やTHE BOOMの「風になりたい」のカバー曲も収録されている。
初回生産限定盤Aと初回生産限定盤Bと通常版の3形態でリリースされており、初回生産限定盤Aには、2015年に行われた夏のライブツアー『DEEN LIVE JOY-Break19 〜全開恋心!!〜』から8月29日のZepp Tokyo公演の模様を全曲ノーカットで収録したBlu-rayが、初回生産限定盤Bには、2016年2月と3月に行われた『DEEN AOR NIGHT CRUISIN' 〜3rd Groove〜』から、3月4日のビルボードライブ東京公演のライブ音源収録したCDがそれぞれ付属している。
アルバムリリースを記念して、5月31日にニコニコ生放送で特別番組「爽快サマー SKAッとDEEN」が配信され、メンバーが出演した。

## 収録曲

### Disc.1（CD）
1. ひとりじゃない 〜SKA Style〜(4:15)
作詞：池森秀一	/ 作曲：織田哲郎 / 編曲：曽根裕
9thシングルのアレンジ
2. サマー・ラバーズ 2016(3:53)
作詞：池森秀一	/ 作曲：山根公路 / 編曲：田川伸治
3. エピソードをつくりだせ!(4:08)
作詞：池森秀一	/ 作曲・編曲：田川伸治
4. 真夏の夜の夢(4:50)
作詞・作曲：松任谷由実 / 編曲：浅田晶子
松任谷由実のカバー
5. アマルフィ(5:11)
作詞：池森秀一	/ 作曲・編曲：田川伸治
6. Smile Blue 〜SKA Style〜(5:07)
作詞：池森秀一	/ 作曲：山根公路 / 編曲：曽根裕
コンセプチュアル・シングル「Classics Four BLUE Smile Blue」収録曲
7. Climb High(4:25)
作詞：池森秀一	/ 作曲：田川伸治 / 編曲：田川伸治
8. Walking on Sunshine(4:27)
作詞・作曲・編曲：山根公路
9. 風になりたい(5:04)
作詞・作曲：宮沢和史 / 編曲：曽根裕
THE BOOMのカバー
10. coconuts feat. butterfly(4:33)
作詞：池森秀一 / 作曲：山根公路 /	編曲：曽根裕
37thシングル
11. ひまわり(4:49)
作詞：池森秀一	/ 作曲・編曲：山根公路

### Disc.2 (特典CD 初回生産限定盤Bのみ)
- 全曲作詞：池森秀一

1. ユートピアは見えてるのに(5:21)
作曲：土田則行
2. 翼を風に乗せて〜fly away〜(5:06)
作曲：鈴木寛之
3. pray(4:00)
作曲：池森秀一・近藤薫
4. 太陽と花びら(5:37)
作曲：池森秀一・時乗浩一郎
5. Call your name(5:32)	
作曲：鈴木寛之
6. Dance with my Music(5:58)
作曲：池森秀一・山根公路
7. 今夜はParty Night!(6:05)
作曲：山根公路

### Blu-ray（初回生産限定盤Aのみ）
DEEN LIVE JOY-Break19 〜全開恋心!!〜 

 2015/08/29 ZEPP TOKYO 
1. 君が僕を忘れないように 僕が君をおぼえている
2. Paradise
3. スマイリン
4. 翼を広げて
5. 雨道…
6. ありのまま抱きしめよう
7. 未来のために
8. 思いきり 笑って
9. 君の笑顔を感じながら
10. Emerald Ocean
11. ジェットコースター
12. ハイビスカス
13. ひとりじゃない
14. 瞳そらさないで
15. 君さえいれば
16. STRONG SOUL
17. 'need love
18. 千回恋心!
19. With
20. Wild Road Dreamers 〜上海ロックスター Episode1.5 (High School編)〜
21. Crossroad
22. Burning my soul